# Revolta de juliol de 1927
La revolta de juliol de 1927 (també coneguda com l'incendi del Palau de Justícia de Viena, en alemany: Wiener Justizpalastbrand) va ser un gran disturbi que va començar el 15 de juliol de 1927 a la capital austríaca, Viena. La revolta es va desencadenar amb l'absolució de tres paramilitars nacionalistes per l'assassinat de dos membres de la Republikanischer Schutzbund socialdemòcrata i va culminar amb les forces policials disparant contra la multitud indignada i matant 89 manifestants, també cinc van morir policies. Més de 600 manifestants i uns 600 policies van resultar ferits.

## Antecedents
L'enfrontament va ser el resultat del conflicte entre el Partit Socialdemòcrata d'Àustria i una aliança de dreta que inclou industrials rics i l'Església Catòlica. Moltes forces paramilitars s'havien format a Àustria durant la dècada de 1920 com el nacionalista Frontkämpfervereinigung Deutsch-Österreichs del coronel Hermann Hiltl i la Republikanischer Schutzbund socialdemòcrata.

## Esdeveniments

### Tiroteig de Schattendorf
El 30 de gener de 1927, un grup de Republikanischer Schutzbund va fer una manifestació a la ciutat de Schattendorf, al Burgenland. Un cop acabada la manifestació, el Frontkämpfervereinigung Deutsch-Österreichs va atacar els membres de Schutzbund que tornaven a l'estació de tren, en van ferir diversos i van matar Matthias Csmarits, un veterà de la Primera Guerra Mundial, i Josef Grössing, un nen de vuit anys.
El tiroteig va provocar una gran polèmica, al funeral de les dues víctimes el 2 de febrer van assistir-hi milers de persones i els sindicats van declarar una vaga general de 15 minuts a tot Àustria per commemorar-lo. Uns mesos més tard, el 5 de juliol, va començar a Viena el judici a tres membres del Frontkämpfervereinigung acusats del tiroteig. Durant el judici, els tres, defensats per l'advocat Walter Riehl, van adduir en legítima defensa. Al cap de nou dies, el 14 de juliol, el jurat els va absoldre.

### Vaga general

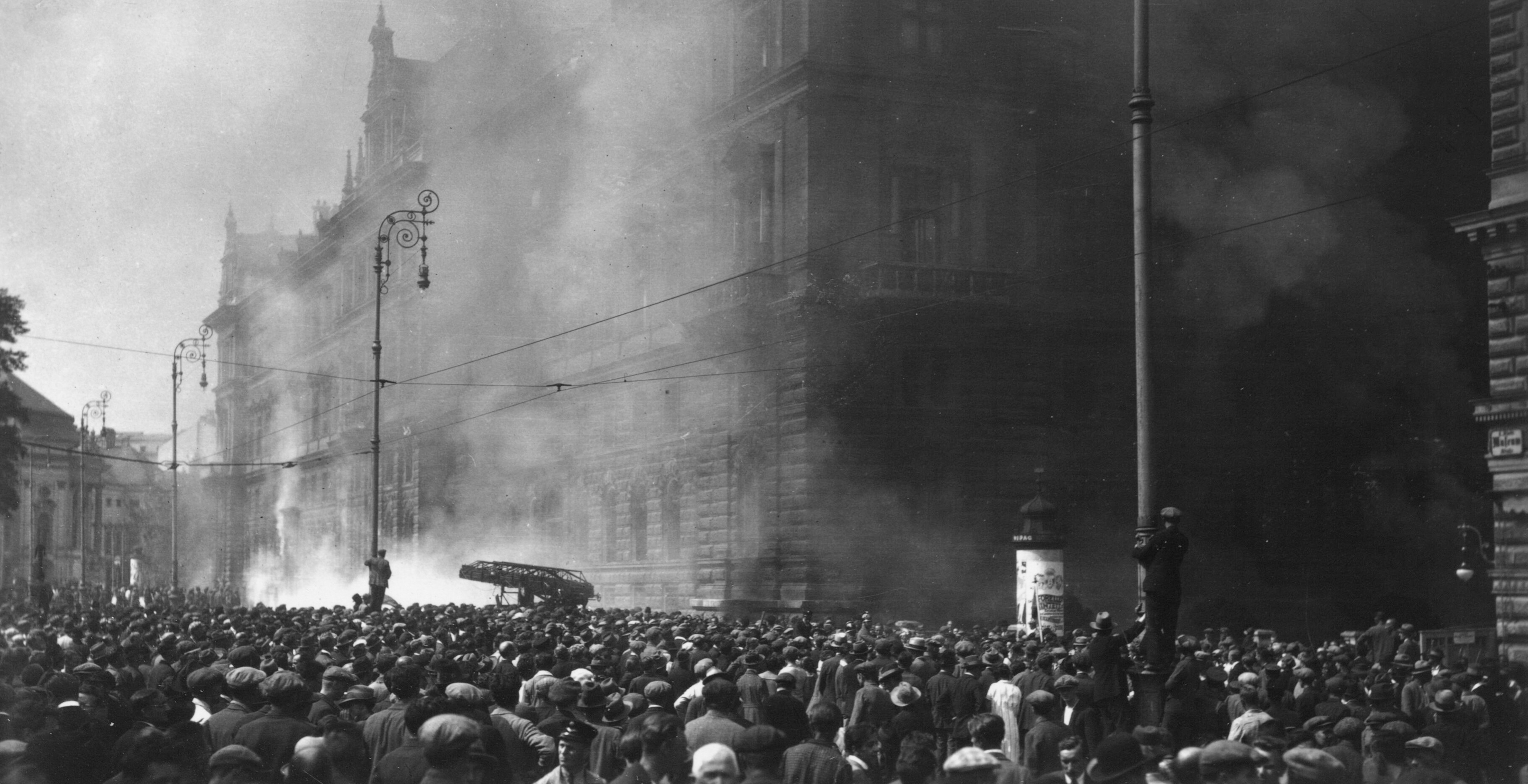
Manifestants davant el Palau de Justícia en flames

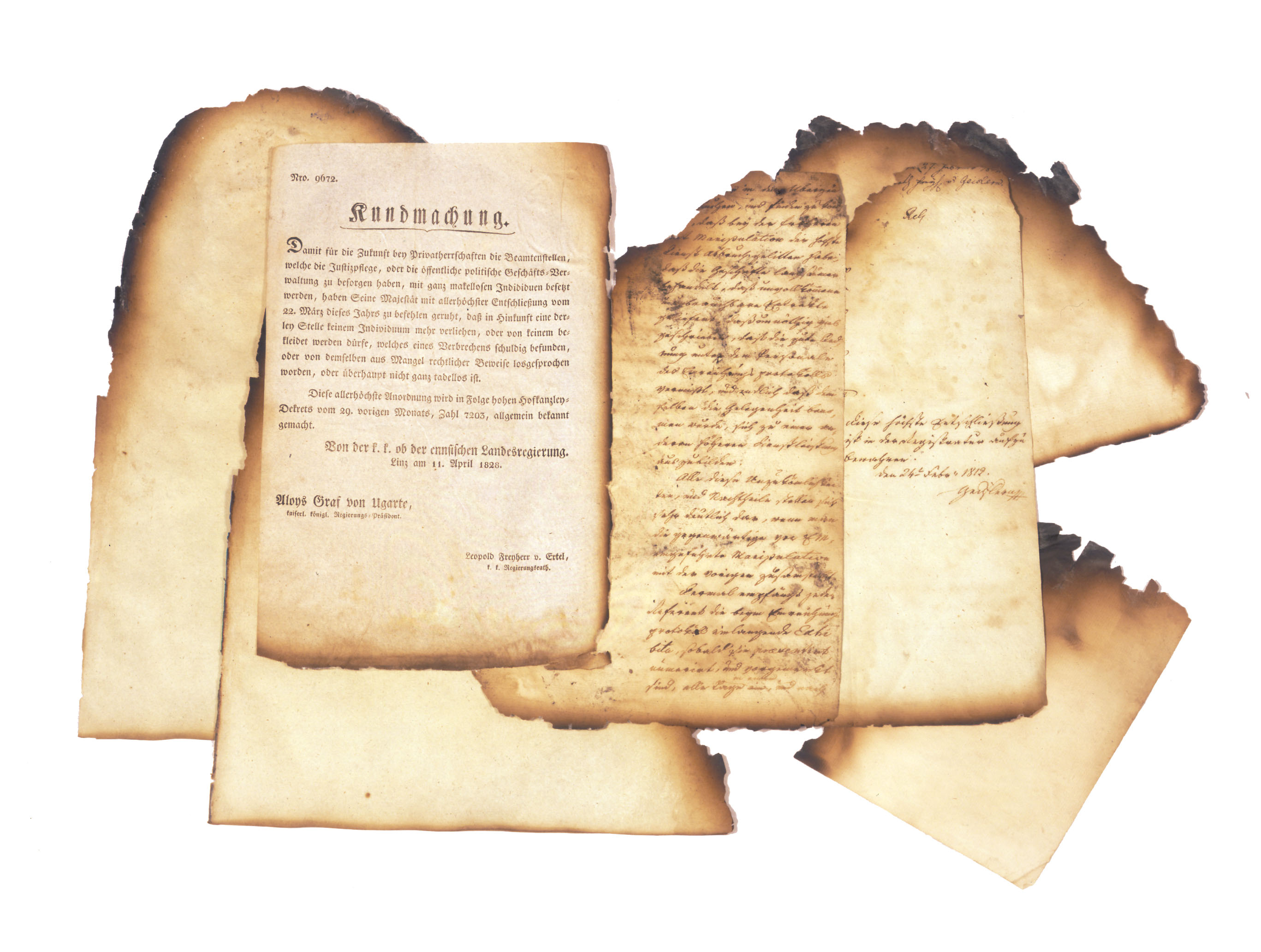
Documents cremats

Aquest "Veredicte de Schattendorf" va provocar una vaga general, que tenia l'objectiu de fer caure el govern encapçalat pel canceller del Partit Social Cristià, Ignaz Seipel. Les protestes massives van començar el matí del 15 de juliol, quan una multitud furiosa va intentar assaltar l'edifici principal de la Universitat de Viena a la Ringstrasse. Els manifestants van atacar i danyar una comissaria de policia propera i la seu d’un diari abans de dirigir-se a l'edifici del Parlament. Forçats per la policia, van arribar a la plaça davant del Palau de Justícia. Cap al migdia, els manifestants van aconseguir entrar a l'edifici trencant les finestres, destruint el mobiliari i van començar a calar foc als fitxers. Poc després, l'edifici estava en flames. El foc es va estendre ràpidament, ja que els bombers de Viena van ser atacats per diversos manifestants, que van tallar les mànegues impedint que l’incendi es controlés fins a primera hora del matí.
L'antic (i posteriorment de nou) canceller austríac Johann Schober, que aleshores era cap de policia de Viena, va reprimir les protestes amb força. Va instar, sense èxit, a l'alcalde socialdemòcrata Karl Seitz a demanar la intervenció de les Forces Armades austríaques, cosa que Seitz va rebutjar. Schober va intentar que el ministre de Defensa del Partit Social Cristià Carl Vaugoin sense aconseguir-ho.
Finalment, Schober va subministrar rifles de l'exèrcit a les tropes policials i va anunciar públicament que els locals serien netejats per la força si els bombers no podien treballar sense obstacles després que el conseller de Seitz i Schutzbund, Theodor Körner, haguessin intentat persuadir la multitud perquè es rendís. La policia va obrir foc i va deixar 5 policies i 89 manifestants morts.

## Significat i record
El filòsof, erudit i comentarista social del segle XX Karl Popper tenia vint-i-quatre anys i vivia a Viena durant els disturbis. A la seva autobiografia de 1976, recordava l'esdeveniment com un presagi de l'extremisme: “Vaig començar a esperar el pitjor: que caurien els baluards democràtics de l'Europa central i que una Alemanya totalitària començaria una altra guerra”.
Es va erigir un monument a les víctimes al Zentralfriedhof de Viena. El president Heinz Fischer va descobrir una placa al Palau de Justícia l'any 2007. Al Museu Heeresgeschichtliches s'exhibeixen diversos artefactes, com ara papers judicials danyats pel foc i uniformes de Schutzbund i Frontkämpfer.